# Dicranomyia williamsae
Dicranomyia williamsae là một loài ruồi trong họ Limoniidae. Chúng phân bố ở miền Australasia.